# La notte dell'Oracolo

La notte dell'Oracolo è un libro dello scrittore americano Paul Auster, pubblicato per la prima volta nel 2003 dalla casa editrice Henry Holt.

## Trama
Sidney Orr è uno scrittore che, dopo essere miracolosamente sopravvissuto ad una caduta mortale, decide di rimettersi al lavoro; in una cartoleria apparentemente anonima, trova un quaderno di fabbricazione portoghese che gli cambierà la vita.
La narrazione del libro si incentra sul collegamento che avviene tra gli eventi che Sidney descrive nel libro avente come protagonista Nick Bowern con quelli che accadono nella sua vira reale. 
Così come accade al suo protagonista, Sidney dovrà affrontare una serie di eventi che metteranno in mostra tutta una serie di domande e perplessità che aveva evitato per diversi anni di affrontare apertamente. 

## Background
Il protagonista Sidney Orr e l'autore del romanzo hanno diversi punti in comune da un punto di vista biografico; entrambi risiedono a Brooklyn, New York,  ed entrambi sono scrittori. Anche la moglie di Orr (Grace) presenta una certa somiglianza fisica con la moglie di Auster, Siri Hustvedt. 
Sono altresì evidenti anche le somiglianze tra Auster ed un personaggio del romanzo, John Trause; il cognome di questi, infatti, è l'anagramma di Auster. I due, inoltre condividono la stessa età; quando il romanzo venne pubblicato (nel 2003), Auster aveva la stessa età di John Trause. Entrambi sono nati nel New Jersey, hanno vissuto a Parigi per un certo periodo della loro vita, hanno sposato donne provenienti dal Massachusetts ed hanno avuto figli tossicodipendenti. 